# Söngvar elds og óreiðu
Söngvar elds og óreiðu — дебютный студийный альбом исландской блэк-метал группы Misþyrming, вышедший 7 февраля 2015 года.

## Достижения и отзывы
В декабре 2015 года на веб-сайте Stereogum был опубликован список 50 лучших метал-альбомов, в котором Söngvar elds og óreiðu занял 28 строчку. Тревор Стрнад (англ. Trevor Strnad) из The Black Dahlia Murder в своём списке ста лучших альбомов, составленном для ресурса Metal Injection, поместил пластинку на четвёртое место, а Дэвид Ли Ротмунд (англ. David Lee Rothmund), корреспондент новостного издания MetalSucks, отвёл релизу пятую позицию.
Аль Некро (англ. Al Necro), рецензент англоязычного онлайн-журнала CVLT Nation, отметил, что Söngvar elds og óreiðu ― это не какой-то альбом, состоящий из «дребезжания от конца до конца без аранжировок», подметив, что каждый трек посвящён «каждой секции риффа, который настолько точен, что немногие блэк-метал-группы могут собрать полноформатные релизы». DJPaulsGimpArm, автор рецензии, опубликованной на музыкальном интернет-сайте Sputnikmusic, заметил, что «звук в целом напоминает сырой „нордический“ стиль, преобладавший в начале 90-х, но сделанный с современным уклоном», оценив альбом в 3,5 балла, а Ким Келли из Vice назвала альбом «невероятным».

## Список композиций
| №                   | Название                       | Длительность |
| ------------------- | ------------------------------ | ------------ |
| 1.                  | «Söngur heiftar»               | 4:54         |
| 2.                  | «…af þjáningu og þrá»          | 4:16         |
| 3.                  | «Endalokasálmar»               | 5:29         |
| 4.                  | «Frostauðn»                    | 4:25         |
| 5.                  | «Er haustið ber að garði»      | 2:29         |
| 6.                  | «Friðþæging blýþungra hjartna» | 6:49         |
| 7.                  | «Söngur uppljómunar»           | 3:56         |
| 8.                  | «Ég byggði dyr í eyðimörkinni» | 7:34         |
| 9.                  | «Stjörnuþoka»                  | 3:22         |
| Общая длительность: | Общая длительность:            | 43:14        |

## Участники записи
- Дагур «D.G.» Гисласон (исл. Dagur Gíslason) — вокал, все инструменты, кроме ударных
- Хельги «H.R.H.» Рафн Хромарссон (исл. Helgi Rafn Hróðmarsson) — ударные[7]

## История релиза
| Регион    | Год       | Формат        | Лейбл                                        | Прим. |
| --------- | --------- | ------------- | -------------------------------------------- | ----- |
| Различный | 2015—2019 | LP CD кассета | Fallen Empire Terratur Possessions Vánagandr | [ 8 ] |